# Edmund Ho Hau-wah
Edmund Ho Hau-wah (何厚鏵S; Macao, 13 marzo 1955) è un politico macaense.